# Onigam Lake
Onigam Lake är en sjö i Kanada.   Den ligger i Kenora District och provinsen Ontario, i den östra delen av landet, 1 500 km nordväst om huvudstaden Ottawa. Onigam Lake ligger 93 meter över havet. Arean är 2,5 kvadratkilometer. Den sträcker sig 1,0 kilometer i nord-sydlig riktning, och 6,5 kilometer i öst-västlig riktning.
Trakten runt Onigam Lake är nära nog obefolkad, med mindre än två invånare per kvadratkilometer.